# Confederación Nacional de Instituciones Empresariales Privadas
La Confederación Nacional de Instituciones Empresariales Privadas, conocida como Confiep, es una organización privada que agrupa al gremio del empresariado peruano.
Fue fundada el 12 de noviembre de 1984. Su objetivo era consolidar una nueva élite empresarial, después de que los anteriores gremios fracasaran a principios de la década de 1970. Para los años 2010 representa a 10 sectores económicos a través de 22 gremios empresariales. Está afiliada a la Organización Internacional de Empleadores (OIE). La organización promueve iniciativas para fomentar la inversión privada en el Estado peruano, lo cual fue un factor importante en el cambio de gobierno al sistema neoliberal.
La Confiep fue relevante para involucrar al empresariado peruano en la política del país. Inicialmente, su presencia fue débil en comparación con los grupos económicos de México y Chile.  Entre 1984 y 1992 recibía financiación de la Agencia de los Estados Unidos para el Desarrollo Internacional (USAID). Posteriormente, fue catalogada como la principal institución privada más poderosa del Perú en las encuestas El Poder en el Perú de 2005 y 2006.
En 2011, sus miembros eran los empresarios más influyentes y ha entablado una estrecha relación con los partidos políticos de derecha en el Perú, especialmente con el fujimorismo. En 2021, cambió de postura y optó por mantenerse más al margen, con algunos de sus integrantes posicionándose en contra del presidente Pedro Castillo.

## Organización
- Consejo Directivo
  - Comercio Internacional
  - Comercio Nacional
  - Construcción
  - Intermediación Financiera y Mercado de Valores
  - Industrias Manufactureras
  - Minería Petróleo y Energía
  - Pesca y Agroindustria
  - Servicios Generales, Turismo y Comunicación
  - Servicios Públicos
  - Servicios Sociales
- Presidencia
- Gerencia General
  - Gerencia de Asuntos Internacionales y Económicos
  - Dirección de Comunicaciones
  - Gerencia Legal
  - Gerencia de Regiones y Pymes

## Presidentes
| Presidente                    | Período   |
| ----------------------------- | --------- |
| Julio Piccini Martin          | 1984-1985 |
| Miguel Vega Alvear            | 1986-1987 |
| Ricardo Vega Llona            | 1987-1988 |
| Rafael Villegas Cerro         | 1988-1989 |
| Reynaldo Gubbins Granger      | 1989-1990 |
| Jorge Camet Dickmann          | 1990-1991 |
| Juan Antonio Aguirre Roca     | 1992-1993 |
| Arturo Woodman Pollit         | 1994-1995 |
| Jorge Alfredo Picasso Salinas | 1996-1997 |
| Manuel Sotomayor de Azambuja  | 1998-1999 |
| Roque Benavides Ganoza        | 1999-2000 |
| Julio Favre Carranza          | 2001-2002 |
| Leopoldo Scheelje Martin      | 2003-2004 |
| José Miguel Morales Dasso     | 2005-2006 |
| Jaime Cáceres Sayán           | 2007-2008 |
| José Ricardo Briceño Villena  | 2009-2011 |
| Humberto Speziani Cuevas      | 2011-2013 |
| Alfonso García Miró Peschiera | 2013-2015 |
| Martín Pérez Monteverde       | 2015-2017 |
| Roque Benavides Ganoza        | 2017-2019 |
| María Isabel León de Céspedes | 2019-2021 |
| Óscar Caipo Ricci             | 2021-2023 |
| Alfonso Bustamante Canny      | 2023-2025 |
| Jorge Zapata Ríos             | 2025-2027 |

## Asociados
- Asociación Automotriz del Perú -  (AAP)
- Asociación de Administradoras Privadas de Fondos de Pensiones - (Asociación de AFP)
- Asociación de Bancos del Perú - (ASBANC)
- Asociación de Centros Comerciales y de Entretenimiento del Perú - (ACCEP)
- Asociación de Desarrolladores Inmobiliarios - (ADI PERÚ)
- Asociación de Empresas de Transporte Aéreo Internacional - (AETAI)
- Asociación de Empresas Inmobiliarias del Perú - (ASEI)
- Asociación de Gremios Productores Agrarios del Perú - (AGAP)
- Asociación de Productores de Cemento - (ASOCEM)
- Asociación de Seguridad Privada del Perú - (ASEPRI)
- Asociación Nacional de Laboratorios Farmacéuticos – (ALAFARPE)
- Asociación para el Fomento de la Infraestructura Nacional – (AFIN)
- Asociación Peruana de Empresas de Seguros – (APESEG)
- Asociación Peruana de Entidades Prestadoras de Salud – (APEPS)
- Asociación PYME Perú
- Bolsa de Valores de Lima - (BVL)
- Federación de Instituciones Privadas de Educación Superior - (FIPES)
- Instituto Peruano de Auditores Independientes – (IPAI)
- Sociedad de Comercio Exterior del Perú – (COMEXPERÚ)
- Sociedad Nacional de Minería, Petróleo y Energía – (SNMPE)
- Sociedad Nacional de Pesquería – (SNP)
- Sociedad Nacional de Radio y Televisión – (SNRTV)